# بلمرة النمو التسلسلي

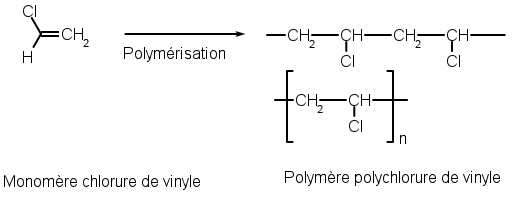

بلمرة نمو السلسلة أو بلمرة السلسلة (مصطلح IUPAC الموصى به)، هي آلية بلمرة تضاف فيها جزيئات المونومر إلى الموقع النشط لسلسلة بوليمر واحدة في وقت واحد.يحدث نمو البوليمر فقط في المواقع النشطة على السلسلة، والتي عادة ما تكون في نهاية السلسلة (سلاسل). إضافة كل وحدة مونومر تجدد الموقع النشط. في بلمرة نمو السلسلة، يضيف نوع نشط (البادئ أو المركز النشط) جزيء أحادي المونومر لإنشاء مركز نشط جديد (خطوة انتشار)، والذي يضيف مرة أخرى جزيئًا آخر من المونمر لإنشاء مركز نشط آخر وهكذا، حتى يستمر نمو السلسلة كسلسلة تفاعل كيميائي.
متعدد إيثيلين ومتعدد البروبيلين وكلوريد متعدد الفاينيل (PVC) هي أنواع شائعة من اللدائن «البلاستيك» المصنوعة من سلسلة البلمرة. وهي المكون الأساسي لأربعة من اللدائن «البلاستيك» المصنّفة خصيصًا بأغلفة إعادة التدوير ويتم استخدامها على نطاق واسع في التغليف.

## الآلية
يمكن أن تتكون سلسلة البلمرة من تفاعلات تكثيف متتابعة، عندما تُعرف العملية باسم بلمرة سلسلة مكثفة. ومن أمثلة سلسلة البلمرة المتكثفة بلمرة نقل المحفز والعديد من بلمرة التحفيز بواسطة الإنزيم، مثل التكوين البيولوجي للببتيدات والـ RNA والحمض النووي.ينتج هذا النوع من البلمرة في بوليمر عالي الوزن الجزيئي يتشكل عند تحويل منخفض. يتم تحديد هذا الوزن النهائي من معدل الانتشار مقارنة بمعدل فصل السلسلة الفردي، والذي يتضمن خطوات نقل السلسلة وسلسلة الإنهاء. فوق درجة حرارة سقف معينة، لا يحدث البلمرة.

### الخطوات
البلمرة نمو السلسلة عادة ما يكون الخطوات التالية:
1. بدء سلسلة، عادة عن طريق البادئ الذي يولد مراكز نشطة ويبدأ العملية الكيميائية. المبادئ النموذجية للبلمرة الجذرية تتضمن مركبات عضوية مع مجموعة محسوبة: على سبيل المثال ثنائي كبريت (-S-S-)، بيروكسيد (-O-O-). مثال البنزويل بيروكسايد، في البلمرات الكاتيونية / الأيونية، تبدأ الأنيونات أو الكاتيونات التفاعل. ولأن الماء يمكن أن يتفاعل كأنون أو كاتيون، فإن هذه التفاعلات تكون حساسة للغاية للرطوبة. في عمليات التبلمر الأخرى (مثل ROMP)، يقوم المحفز ببدء الأنواع النشطة.
2. انتشار السلسلة بواسطة مركز نشط على جزيء البوليمر المتنامي، والذي يضيف جزيء أحادي المونومر لتشكيل جزيء بوليمر جديد والذي يعد وحدة تكرار واحدة أطول مع مركز نشط جديد
3. نقل السلسلة ينهي السلسلة، ولكن يتم نقل الموقع النشط إلى سلسلة جديدة. يمكن أن يحدث هذا عن طريق التفاعل مع المذيب أو المونومر أو أي جزيء بوليمر آخر. التفاعل مع جزيء بوليمر آخر ينتج عنه تكوين بوليمر متفرع.
4. إنهاء السلسلة، والذي يحدث إما عن طريق الجمع أو عدم التناسب. الإنهاء، في البلمرة الراديكالية، هو عندما تجمع الجذور الحرة مع نهاية عملية البلمرة.

يمكن أن يكون المركز النشط واحدًا من عدة أنواع مختلفة
- الراديكالية الحرة في البلمرة الراديكالية، على سبيل المثال، يتم إنتاج البوليسترين، الذي ينظر إليه أحيانًا على شكل فول سوداني للتعبئة، عن طريق بلمرة ستيرين مع البنزويل بيروكسايد كبادئ جذري له
- معقد الفلزي العضوي في تنسيق البلمرة

#### مقارنة مع طرق بلمرة أخرى
تم إدخال التمييز بين بلمرة النمو التدريجي وبلمرة نمو السلسلة بواسطة بول فلوري عام 1953.تستبعد IUPAC مصطلح بلمرة النمو التدريجي وتوصي باستخدام المصطلح إضافة تعددية، عندما تكون خطوات الانتشار عبارة عن تفاعلات إضافة ولا يتم تطوير أي جزيئات خلال هذه الخطوات، والتكثيف عندما تكون خطوات الانتشار عبارة عن تفاعلات تكثيف وجزيئات يتم تطويرها خلال هذه الخطوات.
سلسلة البلمرة وإضافة تعددية هما مفهومان مختلفان. يتضمن إضافة تعددية، على عكس سلسلة البلمرة، تفاعلات إضافية بين الأنواع من جميع درجات البلمرة. تشكيل البولي يوريثين هو مثال على إضافة تعددية.
تم إدخال التمييز بين التعدد والترابط المتعدد من قبل والاس هيوم كاروثرز في عام 1929.